# Declaração da Soberania Estatal da Ucrânia

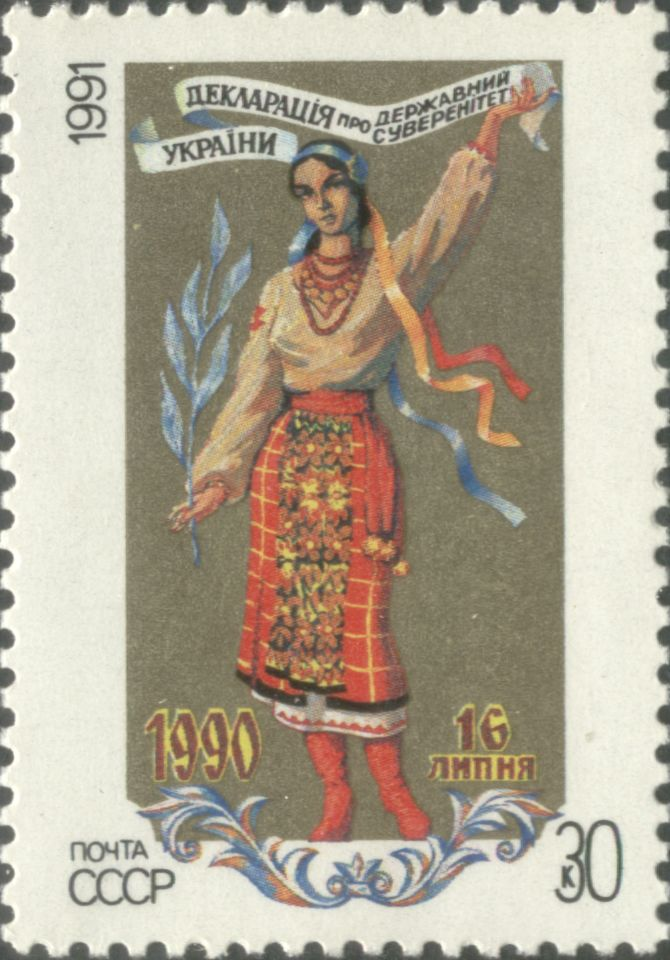
A Declaração da Soberania Estatal da Ucrânia representada em um selo postal da URSS de 1991

A Declaração da Soberania Estatal da Ucrânia (em ucraniano: Декларація про державний суверенітет України) foi adotada em 16 de julho de 1990, pelo então recentemente eleito, Conselho Supremo da Ucrânia da República Socialista Soviética da Ucrânia por 355 votos a favor e 4, contra.
O documento decretava que as leis da República Socialista Soviética da Ucrânia assumiriam as da União Soviética, e declarava que a primeira manteria seu próprio exército e o seu próprio banco, com o poder de inserir a sua própria moeda. A declaração também proclamava que a república seria "um estado permanentemente neutro que não participa de blocos militares", e que armas nucleares não seriam aceitas, produzidas, nem obtidas.
Pouco tempo antes da Ucrânia ter realizado este feito, outras Repúblicas da União Soviética também tinha proclamado sua soberania; sendo estas a Moldávia, Rússia, Uzbequistão.
A Declaração estabeleceu os princípios da autodeterminação da nação ucraniana, da democracia, do poder de estado, da cidadania da República Socialista Soviética da Ucrânia, da supremacia territorial, da independência econômica, da segurança ambiental, do desenvolvimento cultural, da segurança interna e externa e das relações internacionais ucranianas.
Ainda em 16 de julho de 1990, o parlamento, por 339 votos a favor e 5, contra, proclamou a data de 16 de julho como um feriado nacional na Ucrânia. E ainda criou a cidadania da República Socialista Soviética da Ucrânia, ao mesmo tempo que garantia aos cidadãos o direito de manter a cidadania da União das Repúblicas Socialistas Soviéticas, tendo isso sido aprovado por 296 votos a favor e 26, contra.